# Ute Steindorf
Ute Steindorf, född den 26 augusti 1957 i Wolfen i Tyskland, är en östtysk roddare.
Hon tog OS-guld i tvåa utan styrman i samband med de olympiska roddtävlingarna 1980 i Moskva.